# Alisson De Clercq
Alisson De Clercq, née le 15 avril 1982 à Charleroi est une ex-femme politique belge wallonne, ex-membre du PS. Elle est la fille de l'ex-député permanent PS et avocat Jean-Pierre De Clercq. 

## Anciennes fonctions politiques
- Députée fédérale belge du 26 juin 2003 au 2 mai 2007.
- Conseillère communale de Charleroi de 2000 à 2012